# ارو استرالیا
ارو استرالیا (انگلیسی: Aero Engineers Australia) شرکت مهندسی استرالیایی است، که در سال ۱۹۷۸ تأسیس شد.